# Marcello Bertinetti
Marcello Bertinetti, född 26 april 1885 i Vercelli, död 31 juli 1967 i Vercelli, var en italiensk fäktare.
Bertinetti blev olympisk guldmedaljör i värja vid sommarspelen 1928 i Amsterdam.